# Hugues Ratier
Pas d'image ? Cliquez ici

a Compétitions nationales et continentales officielles uniquement.

b Matchs officiels uniquement.
Hugues Ratier, né le 4 janvier 1960, est un joueur de rugby à XIII.
Il évolue durant sa carrière sportive à Saint-Estève avec lequel il remporte le Championnat de France en 1989 ainsi qu'à Lézignan.
Fort de ses performances en club, il est un joueur régulier de l'équipe de France entre 1980 et 1990 dont il devient capitaine.
Après sa carrière, il devient dirigeant au sein de Lézignan.

## Palmarès
- Collectif :
  - Vainqueur de la Coupe d'Europe des nations : 1981 (France).
  - Vainqueur du Championnat de France : 1989 (Saint-Estève).